# Carlo Stagnaro
Carlo Stagnaro (né en 1977 à Sestri Levante, dans la province de Gênes, en Ligurie, Italie - ) est un ingénieur italien. Il dirige le département d'Écologie de marché de l'Institut Bruno Leoni de Turin.

## Biographie
Carlo Stagnaro est Fellow de l’International Council for Capital Formation (un think tank de Bruxelles chargé de promouvoir les réformes de marché en Europe) et de l’International Policy Network (un think tank libéral de Londres). Il est également Research Fellow du CERM (Rome), un centre de recherche indépendant qui s'occupe de l'analyse des processus de réforme des institutions économiques. Depuis 2002 il est le coordinateur du Comité scientifique du Centre international 'La Maona' (Gènes).
En juin 2006 il a présenté sa dernière recherche sur le rapport entre la politique agricole européenne et le « global warming » au cours de la Sixième conférence internationale sur les problèmes de l'environnement organisée à l'université d'Aix-Marseille.

## Œuvres

### Livres
- (avec Kendra Okonski), Dall'effetto serra alla pianificazione economica, Soveria Mannelli, Rubbettino, 2003.
- (avec Margo M. Thorning), Più energia per tutti, avec une préface de Alessandro Cecchi Paone, Soveria Mannelli, Rubbettino, 2005.